# ترافيرسيلا
ترافيرسيلا هي كومونا (بلدية) في مدينة تورينو الحضرية في المنطقة الإيطالية بيدمونت ، وتقع على بعد حوالي 50 كيلومتر (31 ميل) شمال تورينو .
تقع ترافيرسيلا على حدود البلديات التالية: بونتبوسيت و دوناس و فالبرتو سوانا و كوينسينيتو و رونكو كانافيزي و تافاجناسكو و بروسو و تراوسيلا و ميوجليانو و إنجريا و فراسينيتو وفيكو كانافيزي و كاستلنوفو نيجرا.

## روابط خارجية
- الموقع الرسمي